# Neopelma
Neopelma – rodzaj ptaków z podrodziny skoczków (Neopelminae) w obrębie rodziny gorzykowatych (Pipridae).

## Zasięg występowania
Rodzaj obejmuje gatunki występujące w Ameryce Południowej.

## Morfologia
Długość ciała 13–14 cm; masa ciała 13,5–20,5 g.

## Systematyka
Rodzaj zdefiniował w 1861 roku angielski zoolog Philip Lutley Sclater w artykule poświęconym dziesięciu nowym gatunkom amerykańskich ptaków, opublikowanym w czasopiśmie „Proceedings of the Zoological Society of London”. Gatunkiem typowym jest (oznaczenie monotypowe) skoczek złotoczelny (N. aurifrons).

### Etymologia
- Neopelma: gr. νεος neos ‘nowy, inny’; πελμα pelma, πελματος pelmatos ‘podeszwa stopy’[4].
- Paroides: rodzaj Parus Linnaeus, 1758 (sikora); gr. -οιδης -oidēs ‘przypominający’[5]. Gatunek typowy (oryginalne oznaczenie): Muscicapa aurifrons zu Wied, 1831.

### Podział systematyczny
Do rodzaju należą następujące gatunki:
- Neopelma aurifrons (zu Wied, 1831) – skoczek złotoczelny
- Neopelma pallescens (Lafresnaye, 1853) – skoczek jasnobrzuchy
- Neopelma chrysocephalum (von Pelzeln, 1868) – skoczek żółtoczuby
- Neopelma sulphureiventer (Hellmayr, 1903) – skoczek żółtobrzuchy